# Schronisko nad Wiśniakową Jamą
Schronisko nad Wiśniakową Jamą (Nad Owczą Percią III) – jaskinia, a właściwie schronisko, w Dolinie Kościeliskiej w Tatrach Zachodnich. Wejście do niej znajduje się w ścianie Żlebu na Spady wciętego w południowym stoku Żeleźniaka, nad jaskinią Wiśniakowa Jama, na wysokości 1445 m n.p.m. Jaskinia jest pozioma, a jej długość wynosi 6 metrów.

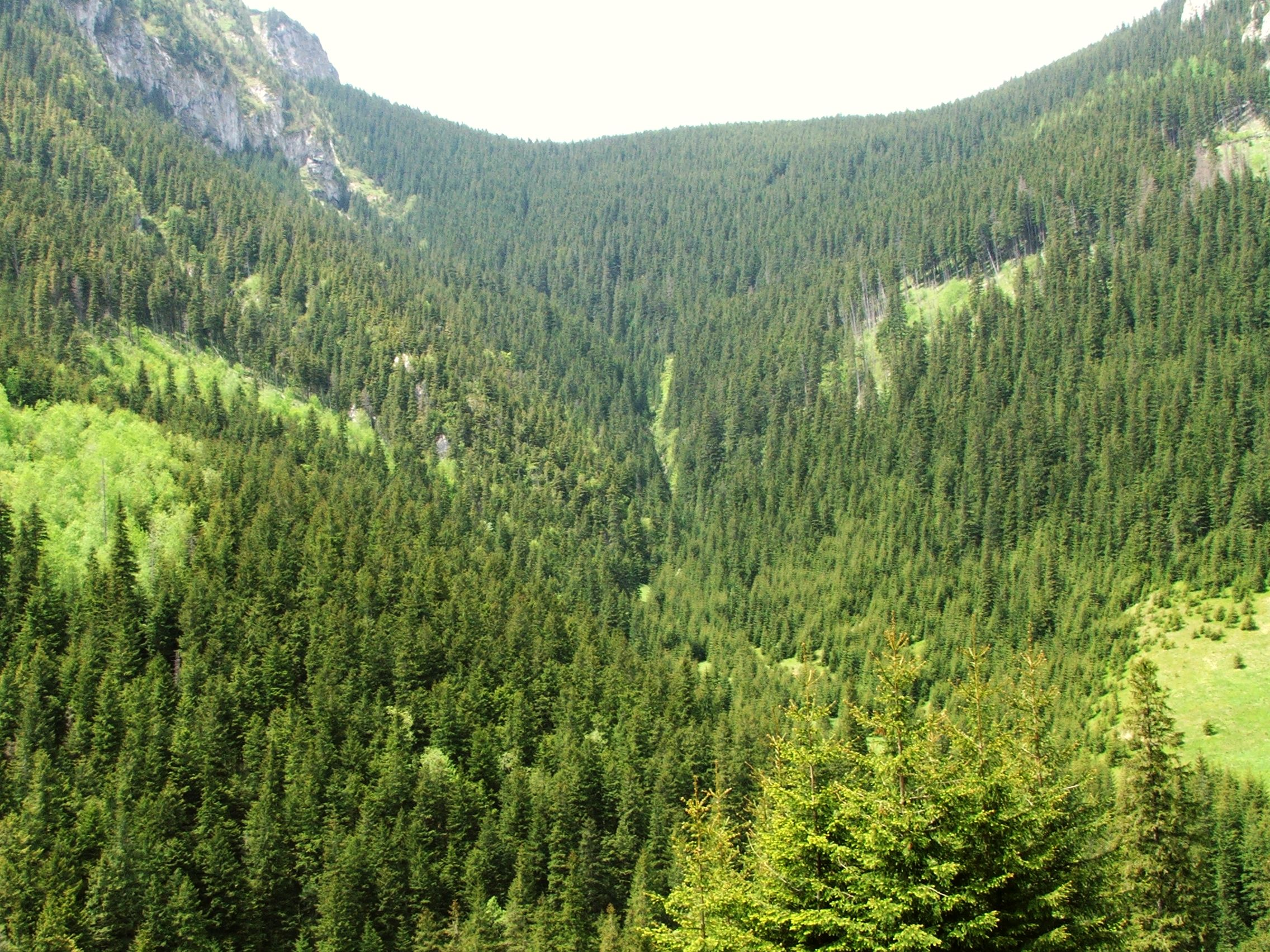
Żleb Żeleźniak. Widok z Hali Pisanej

## Opis jaskini
Jaskinię stanowi obszerna sala do której prowadzi duży, trójkątny otwór wejściowy. Odchodzi od niej krótka szczelina.

## Przyroda
W jaskini brak jest nacieków. Ściany są wilgotne, rosną na nich porosty i mchy.

## Historia odkryć
Jaskinię odkrył prawdopodobnie W. W. Wiśniewski w połowie lat siedemdziesiątych XX wieku. Jej pierwszy plan i opis sporządziła I. Luty w 2003 roku.